# Frederik Nieuwenhuysen
Frederik Nieuwenhuysen (Zutphen, gedoopt 11 juli 1756 – Utrecht, 19 januari 1841) was een Nederlands organist, beiaardier en componist.
Nieuwenhuysen werd gedoopt in de Nederlands Hervormde Kerk in Zutphen, ouders Johannes Arens Nieuwenhuysen en Helena Christina Schlössens.
In Zutphen kreeg Nieuwenhuysen muziekles van Bleumer en van 1772 tot 1778 van de organist en beiaardier Johan Caspar Groneman. Op 21 december 1778 werd hij benoemd tot organist en beiaardier van de Dom te Utrecht als opvolger van Johan Philip Albrecht Fischer. Hij speelde zijn leven lang een actieve rol in het Utrechtse muziekleven, onder meer als oprichter in 1803 van het zanggenootschap ‘Naar Hooger Doel’ en als Kapelmeester van de Academie.
Nieuwenhuysen componeerde onder meer godsdienstige gezangen, cantates, marsen en orkestwerken, waaronder het spektakelstuk De Zeeslag bij de Doggersbank (1781) voor twee orkesten in 37 delen. Hij schreef veel gelegenheidswerken, waaronder het Zangstuk voor de viering van het 150-jarig jubileum van de Utrechtse Universiteit op 31 mei 1786. Hij verkeerde graag in de kring van Utrechtse dichters als Joannes Petrus Kleyn, Jacobus Bellamy en Hieronymus van Alphen en zette van alle drie gedichten op muziek. Het grootste deel van zijn partituren is door brand verloren gegaan.
Frederik Nieuwenhuysen werd als organist en beiaardier van de Dom opgevolgd door zijn zoon Willem Johan Frederik Nieuwenhuysen. Een andere zoon Jan Frederik Nieuwenhuysen (Utrecht, 1784-Utrecht, 1851) werd eveneens organist. Beide zonen kwamen uit een huwelijk met Catharina van Maarseveen
- Gemeinsame Normdatei: 1104713594
- International Standard Name Identifier: 0000 0003 9407 2760
- Nederlandse Thesaurus van Auteursnamen: 070776571
- Virtual International Authority File: 288510662
- WorldCat: E39PBJvHhgFP8mjyXM6fCVjKVC